# Mike Woodson
Michael Dean "Mike" Woodson, né le 24 mars 1958 à Indianapolis dans l'Indiana aux États-Unis, est un joueur puis entraîneur américain de basket-ball. Il évolue en NBA, le championnat professionnel américain, au poste d'ailier ou d'arrière entre 1980 et 1991.
Après avoir entrainé les Hawks d'Atlanta pendant six saisons entre 2004 et 2010, il succède en mars 2014 à Mike D'Antoni, dont il était l'assistant, au poste d'entraineur des Knicks de New York. Il occupe ce poste jusqu'à la fin de la saison 2013-2014.
En mars 2021, Woodson est nommé entraîneur de l'équipe universitaire des Hoosiers de l'Indiana. Il quitte alors son poste d'entraîneur adjoint des Knicks de New York,.

## Statistiques
Statistiques en carrière : 10 981 points (14,0 par match), 1 838 rebonds (2,3 par match), 1 822 passes (2,3 par match) en 786 matches de saison régulière.